# Pierrelatte

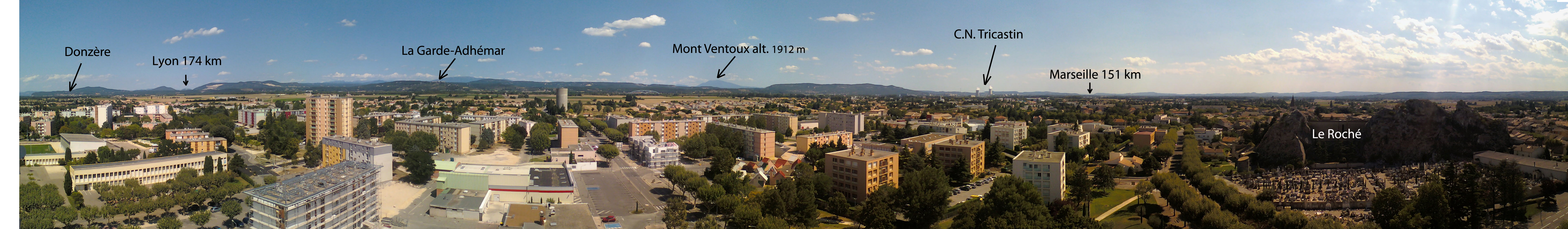
Vista panoramica di Pierrelatte

Pierrelatte è un comune francese di 13 454 abitanti situato nel dipartimento della Drôme della regione dell'Alvernia-Rodano-Alpi.

## Società

### Evoluzione demografica
Abitanti censiti